# Justin Racancoj
Justin Racancoj (Quetzaltenango, Guatemala 15 de diciembre de 2005) es un jugador de fútbol guatemalteco que actualmente milita en el club Xelajú Mario Camposeco de Liga Nacional de Fútbol de Guatemala, se desempeña como volante ofensivo y desde 2023 pertenece al plantel mayor.

## Trayectoria
Justin se formó en las categorías menores del club Xelajú Mario Camposeco equipo de la ciudad donde nació (Quetzaltenango), con mucho talento en el área ofensiva Justin se ha desempeñado como volante creativo, media punta o extremo. El 7 de mayo de 2023 de la mano del director técnico Amarini Villatoro, Justin hace su debut en Liga Nacional, colocando una asistencia y un gol en su debut en la visita frente al Guastatoya poniéndole fin a una mala racha del Xelajú sin ganarle a Guastatoya en el Estadio David Cordón Hichos. Justin tendría regular participación con el plantel mayor a sus 17 años jugando partidos iniciando desde el banquillo y algunos de titular, finalizando como campeón del Torneo de Clausura 2023.

## Selección nacional

### Categorías inferiores

#### Torneo Uncaf Sub-19 de 2024
Justin había participado en micro ciclos de selecciones menores anteriormente, sin embargo fue hasta el 17 de enero de 2024 que recibió el llamado a su convocatoria  a Selección de fútbol sub-20 de Guatemala por parte del director técnico mexicano Marvin Cabrera para jugar en el torneo Torneo Uncaf Sub-19 de 2024 que se celebró en el país de Honduras donde se coronarían campeones del torneo centroamericano de Uncaf en tanda de penales frente a la Selección de fútbol de Panamá donde Justin anotaría el tercer penal siendo este el definitivo y cerraría con broche de oro su participación con selección.

#### Participaciones internacionales
| Competición                 | Sede     | Resultado | Partidos | Goles |
| --------------------------- | -------- | --------- | -------- | ----- |
| Torneo Uncaf Sub-19 de 2024 | Honduras | Campeón   | 4        | 1     |

## Clubes
| Club      | País      | Año               |
| --------- | --------- | ----------------- |
| Xelajú MC | Guatemala | 2023 - actualidad |

## Palmarés

### Campeonatos nacionales
| Título                     | Club      | País      | Año  |
| -------------------------- | --------- | --------- | ---- |
| Liga Nacional de Guatemala | Xelaju MC | Guatemala | 2023 |
| Liga Nacional de Guatemala | Xelaju MC | Guatemala | 2024 |

### Títulos internacionales
| Título              | Equipo                                  | País     | Año  |
| ------------------- | --------------------------------------- | -------- | ---- |
| Torneo Uncaf Sub-19 | Selección de fútbol sub-20 de Guatemala | Honduras | 2024 |